# Гепард повертається
«Гепард повертається» — радянський художній фільм 1985 року, знятий режисерами Ларисою Мухамедгалієвою і В'ячеславом Беляловим на кіностудії «Казахфільм».

## Сюжет
Єгер Темірхан знаходить пораненого браконьєрами гепарда. Завдяки безмежній любові до тварин, терплячості та наполегливості Темірхана та його онука Алі, гепард виживає та повертається до вільного життя у рідне середовище.

## У ролях
- Алі Белялов — Алі
- Акил Куланбаєв — Темірхан
- Гульжамал Казакбаєва — Даріга
- Джамбул Худайбергенов — Дікамбат
- Олег Белялов — Смаїл
- Абдрашид Абдрахманов — епізод
- Жанна Керімтаєва — епізод

## Знімальна група
- Режисери — Лариса Мухамедгалієва, В'ячеслав Белялов
- Сценарист — Лариса Мухамедгалієва
- Оператор — В'ячеслав Белялов
- Композитор — Едуард Богушевський
- Художник — Олександр Ророкін